# Ораторий Сан-Лоренцо
Ораторий Святого Лаврентия (итал. L'oratorio di San Lorenzo — ораторий Святого Лаврентия) — ораторий (молитвенный дом) в Палермо, Сицилия. Памятник истории и культуры. Расположен в квартале Кальса, в историческом центре Палермо недалеко от базилики Святого Франциска Ассизского.
Ораторий построен на месте небольшой капеллы, посвящённой Святому Лаврентию. Строительство финансировалось братством, состоящим в основном из генуэзских торговцев, связанными с францисканцами. В 1569 году церковь была передана в ведение Общества Святого Франциска.
В 1699—1706 годах Джакомо Серпотта выполнил обильный лепной декор в стиле сицилийского барокко, изображающий жизнь Святого Франциска, включая статуи, изображающие Добродетели, и восемь небольших сцен на стенах, рассказывающих истории жизни святых Франциска и Лаврентия.
Ораторий получил известность благодаря алтарной картине «Рождество со Святым Франциском и Святым Лаврентием» (1600), написанной выдающимся художником Микеланджело Меризи да Караваджо. Картина была украдена в ночь с 17 на 18 октября 1969 года. Она так и не была найдена. В 2015 году внутри оратория была помещена копия картины.

## Галерея
- Интерьер
- Алтарь
- Караваджо. Рождество. 1600. Холст, масло
- Дж. Серпотта. Мученичество Святого Лаврентия
- Дж. Серпотта. Аллегория благотворительности